# Діденко Ірина Вікторівна
Ірина Вікторівна Діденко (нар. 06 серпня 1986, м. Немирів, Вінницька область) — кандидатка юридичних наук, заслужена юристка України, прокурорка.

## Життєпис
Народилась у 1986 році в м. Немирів, Вінницької області.
У 2008 році отримала вищу юридичну освіту в Одеській національній юридичній академії і ступінь магістра.

### Робота
Працює в органах прокуратури з лютого 2008 року.
Пройшла шлях від місцевої прокуратури до Офісу Генерального прокурора.
У 2015 році новоствореним управлінням Генеральної прокуратури, який очолювала Ірина Діденко спільно з СБУ затримано міжрайонного прокурора Полтавщини за корупційний факт, який полягав у пропозиції підприємцю в обмін на розв'язання питання щодо закриття провадження заплатити йому хабар у розмірі 5000 дол. США.
В липні 2015 року було затримано першого заступника начальника Головного слідчого управління Генпрокуратури та заступника прокурора Київщини (справа діамантових прокурорів) за підозрою в отриманні 3 млн гривень хабаря, під процесуальним керівництвом досудовим розслідуванням управління ГПУ, яке очолювала Діденко І. В.
У період 2019—2020 рр. Діденко І. В. обіймала посаду прокурора Львівської області.
За період її перебування на посаді розкрито ряд правопорушень, які супроводжувалися скандалами.
Так, прокуратура Львівщини (яку на той час очолювала Діденко І. В.) звернулася до суду з приводу знищення лісу під час видобування копалин з Південно-Тростянецького родовища. Незаконні дії видобувної компанії спровокували не лише екологічну катастрофу, а й завдали збитків державі на 40 мільйонів гривень.
У 2019 році розголосу набув пред'явлений Діденко І. В. позов щодо вимоги з незаконного володіння земельної ділянки, на якій будувався житловий комплекс Avalon Time (фірмою, що належала Григорію Козловському). За даними видання «Наші гроші. Львів», ділянка знаходилася у власності ТОВ «Авалон юніон», підконтрольної Григорію Козловському, він її отримав через шахрайство з оформленням власності під час продажу майна збанкрутілого ВАТ «Львівський дослідний нафтомаслозавод».
Суспільного резонансу набуло підписане Іриною Діденко повідомлення про підозру екс-голові Львівської ОДА Маркіяну Мальському, яке полягало у службовій недбалості, що спричинило збитки державі у сумі понад 7 млн грн.
В травні 2020 року підписала підозру депутатці Львівської облради Інні Свистун, очільниці одного з управлінь Львівської міської ради у службовій недбалості, що потягнула за собою недоотримання майже 1,2 млн грн бюджетом міста.
Діденко І. В. реалізувала низку проєктів з міжнародними організаціями. Саме завдяки її ініціативі було реалізовано спільний проєкт Офісу Генерального прокурора та Офісу Ради Європи в Україні, відповідно до підписаного 13.05.2020 Меморандуму про взаєморозуміння щодо питань проведення Функціонально-організаційного аналізу регіональних/ обласних та місцевих/окружних прокуратур України.[джерело?]
З 2020 року Діденко І. В. працювала на посаді  начальника управління захисту інвестицій Департаменту кримінально-правової політики та захисту інвестицій Офісу Генерального прокурора.
До позитивних результатів її діяльності можна віднести понад 90 кейсів, у яких вдалося зупинити тиск на бізнес та захистити права інвесторів. Загалом, за два роки сума захищених активів інвесторів перевищила позначку у 21 млрд грн.
За участі Діденко І. В. запроваджено стратегічну ініціативу «Прокуратура і суспільство», у межах якої регулярно проводились зустрічі з представниками неурядових організацій і ЗМІ, створені платформи співпраці і спільні секторальні робочі групи щодо: протидії кримінальним правопорушенням, вчиненим стосовно журналістів; відповідальності за екологічні правопорушення й забезпечення дотримання екологічних прав людини; злочинів на ґрунті ненависті; протидії кримінальним правопорушенням, пов'язаним із домашнім та гендерно-зумовленим насильством.
З початку повномасштабного вторгнення в Україні прокурори управління захисту інвестицій, яке очолювала Діденко І. В. долучились до роботи щодо виявлення та фіксації обставин, що можуть свідчити про вчинення воєнних злочинів рф на території України.
На посаді начальника Управління процесуального керівництва досудовим розслідуванням та підтримання публічного обвинувачення у кримінальних провадженнях про злочини, пов'язані із сексуальним насильством Офісу Генпрокурора, Діденко І. В. сконцентрувала зусилля на вдосконаленні системи спеціалізації прокурорів, і передусім у кримінальних провадженнях про злочини, пов'язані із сексуальним насильством, вчинених в умовах збройного конфлікту. Також розроблені стратегічні підходи, які орієнтовані на постраждалих та свідків, під час здійснення досудового розслідування у кримінальних провадженнях цієї категорії.
Під керівництвом Діденко І. В. впроваджено нові підходи захисту інтересів потерпілих та свідків, зокрема адаптація до особистості потерпілих (повага до унікальності кожної потерпілої особи, урахування їхніх особистісних ідентичностей, характеристик, групової приналежності, а також інших чинників); перевага безпеці потерпілих (безпека, здоров'я та гідність потерпілих перед іншими нашими цілями); забезпечення інклюзивності та відсутності дискримінації (нетерпимість жодних форм дискримінації, уникнення переслідування, маргіналізації, удаваної відсутності особистої автономності або дієздатності); забезпечення можливості потерпілим зберігати контроль над своєю інформацією (повага та підтримка права потерпілої особи на приватність, контроль та автономія у питаннях, які стосуються її персональної історії, ідентичності та образу, захист конфіденційності будь-яких персональних відомостей або даних потерпілої особи (у будь-якій формі); заборона стигматизації (заборона передання та публікації будь-якої інформації про потерпілих, яка могла б призвести до дій, які обвинувачують, соромлять, ображають, засуджують, принижують, висміюють або не поважають потерпілих).
За Діденко налагоджено співпрацю із Міжнародним Кримінальним судом, зокрема Gender and Children Unit, щодо розробки спеціалізованих тренінгів для тих прокурорів/слідчих/психологів, які безпосередньо працюють із постраждалими від СНПК та свідками, щодо підтримки та захисту свідків та постраждалих. Відбувається постійна комунікація з Офісом Спецпредставниці Генсекретаря ООН з питань сексуального насильства в умовах конфліктів, у співпраці із яким готується спеціалізоване навчання міжнародним стандартам документування та розслідування злочинів категорії СНПК.
Діденко є однією з організаторів конференції високого рівня «Об'єднані заради справедливості» (United for Justice), яка пройшла 03-05.03.2023 у м. Львів. На заході обговорили перспективи створення трибуналу щодо злочину агресії, а також інших правових питань, які є наслідками збройної агресії рф проти України.

### Наукова діяльність
2019 — кандидат юридичних наук, дисертація «Адміністративна відповідальність за порушення вимог щодо запобігання та врегулювання конфлікту інтересів» за спеціальністю адмін. право і процес; фінансове право; інформаційне право;

## Нагороди
- У 2017 році наказом ГПУ Діденко І. В. нагороджено нагрудним знаком «За сумлінну службу в органах прокуратури».
- У 2023 році указом Президента України Діденко І. В. присвоєно почесне звання «Заслуженого юриста України».[1]